# Nedine subspinosa
Nedine subspinosa är en skalbaggsart som beskrevs av Wang och Fernando Chiang 1999. Nedine subspinosa ingår i släktet Nedine och familjen långhorningar. Inga underarter finns listade i Catalogue of Life.